# 남성 바깥요도조임근
남성 바깥요도조임근(external sphincter muscle of male urethra, sphincter urethrae membranaceae, sphincter urethrae externus), 또는 남성 외요도괄약근은 막요도 전체를 둘러싸고 있으며, 샅막에 의해 둘러싸여 있다.
바깥쪽 섬유는 두덩뼈의 아래가지와 궁둥뼈가 만나는 부분과 그 이웃한 근막 중 1.25~2cm 정도 길이에서 일어난다.
이 섬유는 요도와 망울요도샘의 앞쪽을 가로지르며 요도 주위를 지나고, 그 뒤에서 힘줄을 통해 반대쪽 바깥요도조임근과 합쳐진다.
가장 안쪽 섬유는 막요도를 둘러싸는 원형의 연속된 근육섬유를 형성한다.

## 기능
바깥요도조임근은 자율신경계의 지배를 받는 속요도조임근과 함께 오줌이 나가지 않도록 유지하는 데 도움이 된다. 바깥요도조임근을 지배하는 신경은 오누프핵에서 시작하여 척수신경 S2-S4를 통과해 온 음부신경이다. 음부신경은 근육에 시냅스하여 바깥요도조임근을 수축시킨다. 즉 바깥요도조임근은 속요도조임근과 다르게 몸신경계의 지배를 받기 때문에 소변이 나가는 걸 수의적으로 막는다.
배뇨는 바깥요도조임근의 수의적인 이완으로 시작된다. 이는 다리뇌배뇨중추에서 발생하여 내림그물척수신경로(descending reticulospinal tract)를 통해 이동하는 신호가 오누프핵에 있는 몸신경계 뉴런을 억제하면서 촉진된다. 사정하는 동안에는 바깥요도조임근이 열리고 속요도조임근이 닫힌다.

## 추가 이미지

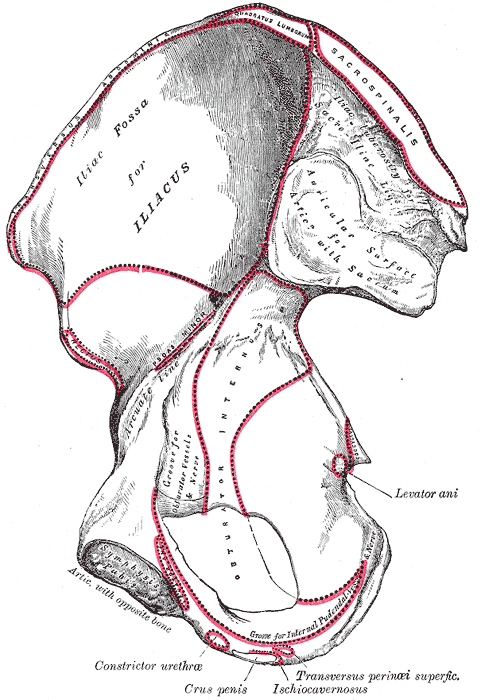
오른쪽 골반뼈 안쪽 면.

## 같이 보기
- 항문올림근
- 여성 바깥요도조임근

## 참고 문헌
이 문서는 현재 퍼블릭 도메인에 속하는 그레이 해부학 제20판(1918) page 429의 내용을 기초로 작성된 글이 포함되어 있습니다.
1. ↑  “Clinical and Functional Anatomy of the Urethral Sphincter”. 《Int Neurourol J.》 16 (3): 102–106. September 2012. doi:10.5213/inj.2012.16.3.102. PMC 3469827. PMID 23094214.
2. ↑  “Continence and micturition: An anatomical basis” (PDF). 《Clin. Anat.》 27 (8): 1275–1283. November 2014. doi:10.1002/ca.22388. PMID 24615792.
3. ↑  J. B. Macalpine (November 1934). “The Musculature of the Bladder-neck of the Male in Health and Disease”. 《Proceedings of the Royal Society of Medicine》 28 (1): 39–56. doi:10.1177/003591573402800112. PMC 2205523. PMID 19990023.